# Sitimulyo (Pucakwangi)
Sitimulyo is een bestuurslaag in het regentschap Pati van de provincie Midden-Java, Indonesië. Sitimulyo telt 2845 inwoners (volkstelling 2010).